# Antheromorpha pumatensis
Antheromorpha pumatensis — вид двопарноногих багатоніжок родини Paradoxosomatidae. Описаний у 2018 році.

## Поширення
Ендемік В'єтнаму. Виявлений у національному парку Пумат у провінції Нгеан на півночі країни. Середовищем проживання виду  є тропічний вологий вічнозелений ліс.

## Опис
Тіло завдовжки 28-37 мм. Ширина прозони — 2,3-3,4 мм, метазони — 3,5-4,5 мм. Прозона та метатерга з середньою широкою рожевою смугою та двома парамедіанними каштановими/чорнувато-коричневими ділянками. Паратерга рожева або червона (і спинна, і черевна сторони). Плевра, головка, дистальна частина антенномера 6 і весь антенномер 7 чорно-коричневі. Вусики, грудина і ноги світло-коричневі. Гонопод довгий, тонкий і прямостоячий; верхівка глибоко роздвоєна, але відросток (d) коротший, ніж у інших видів, а відросток (m) зазубрений на вершині з коротким горбком (v).